# Biskupi Hobart
Lista biskupów i arcybiskupów australijskiej archidiecezji Hobart.

## Biskupi ordynariusze diecezji
- Robert William Willson (1842–1866)
- Daniel Murphy (1866–1888)

## Arcybiskupi Hobart
- Daniel Murphy (1888–1907)
- Patrick Delany (1907–1926)
- William Barry (1926–1929)
- William Hayden (1930–1936)
- Justin Simonds (1937–1942)
- Ernest Victor Tweedy (1942–1955)
- Guilford Clyde Young (1955–1988)
- Eric D’Arcy (1988–1999)
- Adrian Doyle (1999-2013)
- Julian Porteous (2013-2025)
- Anthony Ireland (od 2025)